# Magic Oh Magic
"Magic Oh Magic" ("Magia, Oh Magia!") foi a canção italiana no Festival Eurovisão da Canção 1985, interpretada em italiano por Al Bano & Romina Power. A canção tinha letra de Cristiano Minellono, música de Dario Farina e Michael Hoffmann e orquestração de Fiorenzo Zanotti.
A canção é um dueto interpretando uma canção cuja letra parecem ser acerca da magia da vida e o fa(c)to de um nunca saber onde um vai. 
A canção italiana foi a 12.ª a ser interpretada na noite do evento, a seguir à canção israelita "Olé, Olé" , interpretada por  Izhar Cohen e antes da canção norueguesa "La det swinge", interpretada pelo duo  Bobbysocks. No final da votação, a canção italiana terminou em sétimo lugar, tendo recebido 78 pontos. 